# Robert H. Reichardt
Robert Heinrich Reichardt (* 2. Mai 1927 in Basel; † 22. August 1994 in Wien) war ein österreichischer Soziologe Schweizer Herkunft mit den Forschungsschwerpunkte soziologischer Theorie und Methoden, auf Konsum-, Technik-, Kultur- und Musiksoziologie.

## Leben
Reichardt studierte an der Universität Basel bei Edgar Salin (Ökonomie), Karl Jaspers (Philosophie) und Heinrich Popitz (Soziologie) und finanzierte sein Studium als Werkstudent. 1960 wurde er dort mit seiner Dissertation zum Dr. phil. promoviert. Von 1960 bis 1961 war er Research Associate an der Princeton University, USA. 1964 bis 1966 leitete er die soziologische Abteilung des Instituts für Höhere Studien und Wissenschaftliche Forschung in Wien.
Nach seiner Habilitation 1965 war er ab 1966 ordentlicher Professor für Soziologie an der Universität Wien und seit 1977 nebenberuflich Direktor des Instituts für sozioökonomische Entwicklungsforschung an der Österreichischen Akademie der Wissenschaften.
Reichardt, der auch selbst komponierte und musizierte, wurde am Döblinger Friedhof in Wien bestattet (Gr. 11, R. 6, Nr. 11). Er war ab 1984 Mitglied der Freimaurerloge Acacia.

## Veröffentlichungen (Auswahl)
- Die Schallplatte als kulturelles und ökonomisches Phänomen. Ein Beitrag zum Problem der Kunstkommerzialisierung. Dissertation, Basel 1960.
Unter demselben Titel als Buch veröffentlicht (= Staatswissenschaftliche Studien. Neue Folge Band 47). Polygraphischer Verlag, Zürich 1962 (Inhaltsverzeichnis).
- Competition through the Introduction of New Products. In: Zeitschrift für Nationalökonomie/Journal of Economics, Band 22, Heft 1/2 (1962), S. 41–84; JSTOR:41796396.
- Three-Person Games with imperfect Coalitions. A sociologically relevant Concept in Game Theory. Institut für höhere Studien, Wien 1966.
- Kompromiß-Schemata in kollektiven Wertentscheidungen. In: Zeitschrift für Nationalökonomie/Journal of Economics, Band 29, Heft 3/4 (1969), S. 267–290; JSTOR:41797248.
- Bedürfnisforschung im Dienste der Stadtplanung Theoretische Konzepte und Forschungsstrategien. Hrsg. von der Österreichischen Akademie der Wissenschaften. Philosophisch-Historische Klasse. Verlag der Österreichischen Akademie der Wissenschaften, Wien 1974, ISBN 3-7001-0067-1.
- Das Zwölftonspiel von Josef Matthias Hauer als musikalische Meditation. Vortrag am 5. März 1983 anlässlich der 80. Sonderausstellung Josef Matthias Hauer zum 100. Geburtstag im Historischen Museum der Stadt Wien.[3]
Eine gedruckte Fassung erschien in Michael Benedikt (Hrsg.): Über Gesellschaft hinaus., S. 260 f.
- Einführung in die Soziologie für Juristen. Theoretische und methodologische Grundlagen. Böhlau, Wien/Köln/Graz 1981, ISBN 3-205-07176-X.
- Zusammen mit George Muskens (Hrsg.): Post-communism, the Market and the Arts. First Sociological Assessments. Konferenzschrift. Lang, Frankfurt/M. u. a. 1992, ISBN 3-631-45313-2 (Inhaltsverzeichnis).

## Auszeichnungen
- 1961: Genossenschaftspreis der Universität Basel
- 1975: Korrespondierendes Mitglied (und ab)
1978: Wirkliches Mitglied der Österreichischen Akademie der Wissenschaften
- 1993: Ehrenmedaille der Bundeshauptstadt Wien in Gold (Verleihung: 29. April; Übernahme: 1. Dezember 1993)

## Belege
1. ↑  Robert Reichardt in der Verstorbenensuche bei friedhoefewien.at
2. ↑  Günter K. Kodek: Die Kette der Herzen bleibt geschlossen. Mitglieder der österreichischen Freimaurer-Logen 1945 bis 1985. Löcker, Wien 2014, ISBN 978-3-85409-706-8, S. 198–199.
3. ↑  Rathauskorrespondenz vom 16. Februar 1983, Bl. 409.

| Personendaten    | Personendaten                                                |
| ---------------- | ------------------------------------------------------------ |
| NAME             | Reichardt, Robert H.                                         |
| ALTERNATIVNAMEN  | Reichardt, Robert Heinrich (vollständiger Name)              |
| KURZBESCHREIBUNG | schweizerisch-österreichischer Soziologe und Hochschullehrer |
| GEBURTSDATUM     | 2. Mai 1927                                                  |
| GEBURTSORT       | Basel                                                        |
| STERBEDATUM      | 22. August 1994                                              |
| STERBEORT        | Wien                                                         |